# Talking Body (Tove Lo-låt)
Talking Body är en låt av den svenska sångerskan och låtskrivaren Tove Lo. Den 13 januari 2015 släpptes låten som den andra singeln från debutalbumet Queen of the Clouds (2014). Låten är skriven av Ludvig Söderberg, Jakob Jerlström och Tove själv, samt producerad av The Struts och Shellback.